# Antigua basílica de Guadalupe (Monterrey)
La antigua basílica de Guadalupe es una edificación religiosa católica localizada en el área metropolitana de Monterrey, Nuevo León (México) en la Colonia Independencia (Monterrey), en las afueras del Primer Cuadro de la ciudad. La basílica es parte de la Arquidiócesis de Monterrey.
En su momento fue el punto de encuentro que es hoy la basílica de Nuestra Señora de Guadalupe.
Su edificación, de menor volumen, esta a escasos 50 metros de la basílica actual.
Otras iglesias católicas notables por su arquitectura de la localidad son: la basílica de Guadalupe, catedral de Monterrey, La Purísima, la capilla de los Dulces Nombres, el santuario de Nuestra Señora del Perpetuo Socorro, La Salle y el Sagrado Corazón.
Construida en 1895 (tercer templo más antiguo de la ciudad)
- Datos: Q7083439
- Multimedia: Old Basilica of Guadalupe, Monterrey / Q7083439